# Meteorus yamijuanum
Meteorus yamijuanum är en stekelart som beskrevs av Nina M. Zitani 1998. Meteorus yamijuanum ingår i släktet Meteorus och familjen bracksteklar. Inga underarter finns listade i Catalogue of Life.